# Cephonodes titan
Cephonodes titan är en fjärilsart som beskrevs av Rothschild 1899. Cephonodes titan ingår i släktet Cephonodes och familjen svärmare. Inga underarter finns listade i Catalogue of Life.